# Walleria
- Commons
- Wikispecies

Walleria é um género botânico pertencente à família Tecophilaeaceae.